# HD32196
HD32196 — хімічно пекулярна зоря спектрального класу A5, що має видиму зоряну величину в смузі V приблизно  6,5.
Вона  розташована на відстані близько 324,5 світлових років від Сонця.